# Preklican vzlet
Preklican vzlet (ang. rejected takeoff − RTO) je izraz v letalstvu, ki pomeni položaj, v katerem pilot prekine vzlet in ustavi letalo. Razlogi so lahko različni: odpoved ali nepravilno delovanje motorja, požar, ovire na stezi, odpoved drugih sistemov ...
Vzlet se lahko prekine, če letalo še ni doseglo hitrosti V1 − t. i. "odločilne hitrosti". Ta hitrost se izračuna za vsak vzlet posebej. Če bi letalo prekinilo vzlet pri večji hitrosti od V1, bi obstajala nevarnost, da se letalo zaradi omejene sposobnosti letalskih tavor ne bi bilo sposobno ustaviti na preostali dolžini vzletne steze. V praksi so se tudi prekinitve ob hitrostih okoli V1 izkazale za precej nevarne. Če letalo pri vzletu preseže V1, potem vzleti (če je zmožnost letenja potrjena) in pristane v najkrajšem možnem času. Če pilot oceni, da letalo ni sposobno, da vzleti, se lahko vzlet prekine tudi pri hitrostih, višjih od V1. 
Prekinitve ob hitrostih manjših od 100 vozlov (185 km/h) so sorazmerno varne. Nevarnost se povečuje z večjimi hitrosti in pa tudi zato, ker ostane manj steze na voljo. Po navadi imajo letališča za večjo varnost izteke na koncu steze. Razmišljali so tudi o posebni vrsti "zračnega" betona, ki bi brez večjih poškodb ustavil letalo ob koncu steze.
Če letalo pri vzletu preseže V1, potem običajno vzleti in nato pristane v najkrajšem možnem času. Dvomotorna potniška letala lahko v primeru odpovedi enega motorja nad hitrostjo V1 varno vzletijo s preostalim motorjem. Če pride do odpovedi motorja pri enomotornem letalu, se v vsakem primeru vzlet prekine.
V1 hitrost za reaktivna potniška letala je nekje 115-150 vozlov in je manjša od hitrosti vzleta.
Reaktivna potniška letala imajo tri načine ustavljanja: diskaste zavore, zračne zavore (spojlerje) in obračalnike potiska. Slednja dva sta učinkovita pri večjih hitrostih, ker povečata zračni upor.

## Preskušanje preklicanega vzleta
Pri certificiranju letala je treba s testom dokazati, da se letalo lahko pri V1 varno ustavi. Po navadi testirajo z obrabljenimi zavorami, pri največji vzletni teži in brez uporabe obračalnika potiska. Te vrste testi so eni najnevarnejših. Kolesne zavore postanejo rdeče od vročine in v nekaterih primerih zagorijo. Manjši požari so sicer dovoljeni, dokler ne ogrožajo letala. Letališki gasilci so posebej izurjeni za postopek približevanja gumam in razbeljenim zavoram. Zaradi nevarnosti ekslozije je v gumah nameščena varovalka, ki počasi spušča gumo. Letalska gume so zaradi varnosti polnjene z inertnim dušikom. Tlak v letalskih gumah je po navadi okrog 14 barov. Testi na nekaterih gumah pri komercialnih letalih so pokazali, da zdržijo tlak tudi do okrog 55 barov. Po testu je potrebno zamenjati vsa kolesa in zavore.